# Теден Менгі
Теден Менгі (англ. Teden Mengi, нар. 30 квітня 2002, Манчестер, Англія) — англійський футболіст ангольського походження, центральний захисник клубу «Лутон Таун».

## Ігрова кар'єра

### Клубна
Теден Менгі народився у Манчестері і у віці семи років почав займатися футболом в клубній академії «Манчестер Юнайтед». У вересні 2019 року футболіст підписав з клубом перший професійний контракт. Після того він кілька разів виходив на матчі Кубка ліги, а також вийшов на заміну у матчу Ліги Європи проти казахстанської «Астани». Перед сезоном 2020/21 Менгі був включений в заявку першої команди але грав лише в Кубку ліги та в єврокубках.
В лютому 2021 року МЮ відправив Менгі в оренду до кінця сезону в клуб Чемпіоншип «Дербі Каунті», де працював тренером колишній гравець «Манчестер Юнайтед» Вейн Руні. В березні Менгі підписав з клубом новий контракт до літа 2024 року. Але в квітні він отримав травму і достроково повернувся з оренди. В січні 2022 року Менгі знову відправився в оренду в Чемпіоншип - в клуб «Бірмінгем Сіті» але знову травма завадила йому заграти повноцінно.
31 серпня 2023 року Менгі перейшов до складу «Лутон Таун», з яким підписав довготривалий контракт.

### Збірна
У 2019 році Теден Менгі в склад юнацької збірної Англії (U-17) брав участь у юнацькому чемпіонаті Європи, що проходив в Ірландії.
26 березня 2024 року Менгі дебютував у складі молодіжної збірної Англії.